# Corona and Lime
Corona and Lime è un brano musicale del rapper Shwayze, estratto come secondo singolo dall'album Shwayze. Il brano figura il featuring di Cisco Adler. La canzone ha raggiunto la posizione numero 23 della Billboard Hot 100 e la numero 32 della Pop 100. Nel testo del brano viene citato il celebre deejay Tiësto nei versi "Bump techno by DJ Tiësto".
Il brano è stato utilizzato nella colonna sonora del film The Final Destination 3D.
Il video musicale prodotto per Buzzin' è stato diretto dal regista Shane Drake.

## Tracce
CD Single
1. Corona and Lime - 3:56

## Classifiche
| Classifica (2008)                | Posizione più alta |
| -------------------------------- | ------------------ |
| U.S. Billboard Hot 100           | 23                 |
| U.S. Billboard Pop 100           | 32                 |
| U.S. Billboard Top Digital Songs | 6                  |